# Berengar von Tours
Berengar von Tours (* Anfang des 11. Jahrhunderts in Tours; † 6. Januar 1088 auf der Insel St. Cosmas bei Tours) war ein französischer Dialektiker der frühen Scholastik und einer der Hauptkontrahenten im Zweiten Abendmahlsstreit.

## Leben
Er war ein Schüler des Bischofs Fulbert in Chartres, wurde um 1030 Kanonikus an der Basilika Saint-Martin de Tours, später Leiter der dortigen Domschule. Seit 1040 war er zugleich Archidiakonus an der Kathedrale Saint-Maurice zu Angers.
Er wandte die dialektische Methode auf die traditionelle Theologie an und geriet in Widerspruch zur vorherrschenden Eucharistischen Lehre. Entsprechend der Wandlungslehre werden in der Feier der Eucharistie Brot und Wein ihrer „Substanz“ nach in Leib und Blut Christi verwandelt. Mit dem Ausdruck „Substanz“ verband sich dabei ein dingliches Verständnis. So jedenfalls beurteilte es Berengar und meinte, dies stehe im Widerspruch zur Vernunft, zur älteren Kirchenlehre, wie sie von Paschasius Radbertus vertreten wurden, und zur Heiligen Schrift. Er vertrat dagegen (wie schon Scotus Eriugena und Ratramnus von Corbie im ersten Abendmahlsstreit) eine symbolisch-spiritualistische eucharistische Lehre. Danach bleiben Brot und Wein der Substanz nach, was sie waren, und nur eine geistige Bedeutung tritt hinzu, so dass Christus nicht physisch-dinglich präsent ist.
Mehrfach wurde Berengar zwischen 1050 und 1059 durch Synoden in Rom, Vercelli, Paris, Tours und im Lateran der Irrlehre bezichtigt und 1059 zur Rücknahme seiner Ansichten gezwungen, was er jedoch widerrief. Im Verlaufe dieses zweiten Lehrstreits verfasste er (vor 1070 oder um 1076?) die Abhandlung Rescriptum contra Lanfrancum (früher: De sacra coena), in der er seine Lehre der Eucharistie ausführlich darlegte. Das einzige überlieferte Manuskript liegt in der Herzog August Bibliothek in Wolfenbüttel, wo es 1770 von Gotthold Ephraim Lessing entdeckt wurde.
Nach darauf folgenden weiteren Demütigungen gab Berengar den Streit schließlich auf, ohne jedoch seine Anschauungen aufzugeben. Gegner Berengars prägten später Formulierungen, die zum Begriff der Transsubstantiation führten, wie er auf dem 4. Laterankonzil 1215 als verbindlich festgehalten wurde.
Lessing zeigt in seiner Schrift Berengarius Turonensis, oder Ankündigung eines wichtigen Werkes desselben [...], dass die von Lanfrank von Bec und von der Historiographie der französischen Benediktiner verbreitete These, Berengar sei bis zu seinem Tode beim Widerruf seiner Abendmalsauffassung geblieben, falsch war. Lanfrank sei der eigentliche Initiator der Verurteilung Berengars gewesen, nachdem dieser ihm ein freundliches Diskussionsangebot zu den Problemen der Wandlungslehre geschickt habe, ohne bereits schon eine deutliche Position dazu ausformuliert zu haben. Lessing, der seine eigene theologische Position in Vorbereitung der Veröffentlichung von orthodoxiekritischen Schriften des Hermann Samuel Reimarus schärfen und sich angesichts zu erwartender harter Diskussionen über die Transsubstantiationsfrage positionieren wollte, sah Berengars Lehre in der Nähe der Abendmahlauffassung Luthers von der Realpräsenz Christi; tatsächlich stand sie jedoch der Lehre Zwinglis näher, der von einer rein symbolischen Präsenz ausging.

## Werke
- Rescriptum contra Lanfrannum (auch unter dem Titel De sacra coena adversus Lanfrancum) (= Corpus Christianorum Continuatio Medieaevalis, Band 84; 84A), ed. Robert B. C. Huygens, Brepols, Turnhout 1988, ISBN 978-2-503-03841-4.
- Die Briefe Berengars von Tours, ed. Carl Erdmann, Norbert Fickermann, In: Carl Erdmann (†) und Norbert Fickermann (Hrsg.): Die Briefe der deutschen Kaiserzeit 5: Briefsammlungen der Zeit Heinrichs IV. Weimar 1950, S. 132–172 (Monumenta Germaniae Historica, Digitalisat). MGH, München 1981, S. 132–172, ISBN 3-921575-05-2 (Nachdr. d. Ausg. Weimar 1950).